# Notiochelidon pileata
A Notiochelidon pileata a verébalakúak (Passeriformes) rendjébe, ezen belül a fecskefélék (Hirundinidae) családjába és a Notiochelidon nembe tartozó faj. 12-13 centiméter hosszú. Salvador, Guatemala, Honduras és Mexikó nedves hegyvidéki területein él. Rovarevő. Februártól júliusig költ.

## Védettsége
A Notiochelidon pileata elterjedési területe 75 300 négyzetkilométer. Élőhelyének alsó határa 1600, míg felső határa 3 100 méteres tengerszint feletti magasságban húzódik. Egyedszáma a becslések szerint 50 000 és 499 000 között lehet. A Természetvédelmi Világszövetség vörös listáján a nem fenyegetett fajok közé sorolják, állománya stabilnak mondható.

## Fordítás
- Ez a szócikk részben vagy egészben  a   Black-capped swallow című angol Wikipédia-szócikk fordításán alapul.  Az eredeti cikk szerkesztőit annak laptörténete sorolja fel. Ez a jelzés csupán a megfogalmazás eredetét és a szerzői jogokat jelzi, nem szolgál a cikkben szereplő információk forrásmegjelöléseként.